# Baye (Finisterre)
 Baye  (en bretón Bei) es una población y comuna francesa, situada en la región de Bretaña, departamento de Finisterre, en el distrito de Quimper y cantón de Quimperlé.

## Demografía
| 438 | 414 | 547 | 781 | 895 | 912 | 1061 |
| Para los censos de 1962 a 1999 la población legal corresponde a la población sin duplicidades (Fuente: INSEE [Consultar]) |     |     |     |     |     |      |